# 케플러 방정식

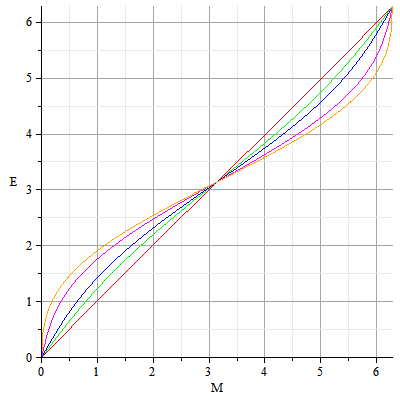
0에서 1 사이의 5가지 서로 다른 이심율들에 대한 케플러 방정식의 해.

케플러 방정식(Kepler's equation)은 궤도역학에서, 중심력에 의해 공전하는 물체의 궤도의 기하학적 성질을 기술하는 방정식이다.
요하네스 케플러가 1609년 『신천문학』 제60장에서 처음 유도했고, 1621년 『코페르니쿠스주의 천문학 개요』 제5권에서 반복해를 제시했다. 물리학과 수학, 특히 천체역학에서 매우 중요한 역할을 하는 방정식이다.
방정식 자체는 다음과 같다.
{\displaystyle M=E-e\sin E}
이 때 {\displaystyle M}은 평균 근점 이각, {\displaystyle E}는 편심이각, {\displaystyle e}는 이심율이다. 초급수학으로 풀 수 없으며, 수치해석을 해야 한다.

## 같이 보기
- 케플러의 행성운동법칙